# Zespół zabudowy szybu „Poniatowski”
Zespół zabudowy szybu „Poniatowski” – kompleks budynków szybu „Poniatowski” Kopalni Węgla Kamiennego „Wieczorek” w Katowicach, położony przy ulicy Szopienickiej na terenie dzielnicy Janów-Nikiszowiec, w sąsiedztwie zabytkowego osiedla patronackiego Nikiszowiec.
Na kompleks ten składają się takie obiekty, jak m.in.: nadszybie z wieżą wyciągową, maszynownia, łaźnia, magazyn czy siedziby straży pożarnej i dyrekcji. Najstarsze z obiektów powstały w latach 1906–1912 i prezentują przeważnie styl historyzujący. Budynek dyrekcji projektu Zillmannów wpisany jest do rejestru zabytków nieruchomych, a część innych budynków wraz z gmachem dyrekcji także do gminnej ewidencji zabytków miasta Katowice.

## Historia

Maszyna wyciągowa szybu „Nickisch” na zdjęciu z około 1915 roku

Początek wieku XX był bardzo korzystny dla rozwoju górnictwa węgla kamiennego na terenie Górnego Śląska. W tym też czasie władze należącej do koncernu Georg von Giesches Erben kopalni „Giesche” (późniejszy „Wieczorek”) postanowiły sięgnąć po złoża z pola górniczego „Reserve” nabytego w 1899 roku, na którym zaczęto drążyć nowe szyby.
Powstały wówczas nowe szyby kopalni „Giesche”. Pierwszym był wydrążony w latach 1903–1910 podwójny szyb „Carmer” (późniejszy „Pułaski”) o głębokości 450 m. Drugim – szyb wentylacyjno-zjazdowy „Nickisch” (późniejszy „Poniatowski”), wybudowany w latach 1904–1911, o głębokości 400 m. Przy nowym szybie powstało nadszybie z jednozastrzałową stalową wieżą szybową i budynek maszynowni, w którym w 1908 roku zainstalowano elektryczną maszynę wyciągową firmy AEG wyposażoną w dwa silniki elektryczne, która działała do czasu zamknięcia zakładu w 2017 roku.
Cały zespół zabudowy szybu „Nickisch” początkowo składał się także z wentylatorni, stajni, warsztatów i magazynów, a naprzeciwko szybu wzniesiono budynek administracyjny kopalni, w którym mieściła się też cechownia z łaźnią robotniczą i kotłownia. Najstarsze budynki zespołu szybu „Nickisch” zostały wzniesione w 1906–1912.
Nazwa szybu pochodzi od imienia jednego z przedstawicieli spółki Georg von Giesches Erben – barona Nickischa von Rosenegka.
W sąsiedztwie szybu „Nickisch” w 1908 roku rozpoczęto budowę drugiego po Giszowcu osiedla patronackiego dla pracowników kopalni „Giesche”, a dzięki swojej lokalizacji osiedle to nazwano Nickischschacht (z niem. Szyb Nickisch). Z tej też nazwy wzięła się polska nazwa osiedla – Nikiszowiec.
W czasie I wojny światowej przy szybie „Nickisch” zainstalowano dwa skraplacze – instalacje do produkcji skroplonego powietrza, wykorzystywane do rozsadzania węgla kamiennego.
W 1922 roku kopalnia „Giesche”, w tym szyb „Nickicsch”, zostały włączone do Polski. W 1935 roku dyrekcja kopalni „Giesche” podjęła decyzję o polonizacji nazw szybów kopalnianych – szyb „Nickisch” przemianowano wówczas na „Poniatowski”. W tym samym roku rozpoczęto budowę nowych urządzeń podsadzkowych, które oddano do użytku 1 lipca 1940 roku. W czasie tych prac w sąsiedztwie szybu powstał plac drzewny, z którego szybem przesyłano drewno do wyrobisk. Funkcję tę przejął w 1956 roku szyb „Giszowiec”.
W okresie międzywojennym w rejonie szybu „Poniatowski” wprowadzono zakładową straż pożarną, dla której wybudowano nowoczesną siedzibę wraz z remizą. Mieściła się w niej także placówka ratownictwa górniczego.
W latach 1939–1945 kopalnia „Giesche” została zajęta przez Niemców, a 31 stycznia 1945 roku przez radziecką administrację, po czym przekazana pełnomocnikowi Centralnego Zarządu Przemysłu Węglowego w Katowicach.
Po II wojnie światowej szyb „Poniatowski” był zarówno szybem wentylacyjnym, jak i podsadzkowym. Powojenne inwestycje przy szybie miały głównie charakter modernizacyjny. W 1967 roku łaźnia została przebudowana i zaadaptowana na biura. W 1973 roku zmodernizowano budynek cechowni – zarówno wnętrza, jak i jego elewację. W 1976 roku powstała kruszarnia kamienia służącego do podsadzania wyrobisk.
Na początku XXI wieku szyb „Poniatowski” wraz z szybem „Wschodnim” były jedynymi szybami podsadzkowymi kopalni „Wieczorek”. Szybami wydobywczymi były wówczas „Roździeński” i „Pułaski”, a „Giszowiec” był szybem materiałowym.
W 2017 roku rozpoczęto proces likwidacji kopalni „Wieczorek”, w tym szybu „Poniatowski” – 29 czerwca na most rozładunkowy przy szybie wjechał ostatni pociąg z piaskiem na rozładunek, a likwidację szybu zakończono 22 grudnia, kiedy to ostatecznie zlikwidowano jego część podziemną. 31 marca 2018 roku kopalnia „Wieczorek” wraz z szybem „Poniatowski” została przekazana Spółce Restrukturyzacji Kopalń celem jej likwidacji.
7 sierpnia 2018 roku podpisano umowę pomiędzy miastem Katowice a Spółką Restrukturyzacji Kopalń o przekazaniu miastu w formie darowizny terenu wraz z zabudową szybu „Poniatowski”, w tym m.in: wieży szybowej, budynków nadszybia, maszynowni oraz wentylatorni. W zamierzeniach władz Katowic zabudowa szybu miała być łącznikiem pomiędzy zabytkową częścią Nikiszowca a osiedlem Nowy Nikiszowiec. Przewidziano wówczas różną funkcję dla zabudowy szybu – od gastronomicznej i handlowej po kulturalną i muzealną.
18 maja 2019 roku zabudowa szybu „Poniatowski” po raz pierwszy była dostępna dla zwiedzających podczas Nocy Muzeów, a 8 lutego 2023 roku miasto Katowice ogłosiło przetarg na inwentaryzację oraz ekspertyzę obiektów szybu „Poniatowski”.

## Charakterystyka

### Lokalizacja i układ przestrzenny
Zespół zabudowy szybu „Poniatowski” położony jest we wschodniej części Katowic, na terenie dzielnicy Janów-Nikiszowiec.
Rozciąga się ona wzdłuż formy przybliżonej do prostokąta, którego wschodnią granicę stanowi ulica Szopienicka. Po przeciwległej stronie ulicy usytuowana jest zabudowa dyrekcji kopalni „Wieczorek”, a także związane z nią osiedle patronackie Nikiszowiec. Od południa zespół zabudowy szybu zamyka ulica Górniczego Dorobku.
Zespół budynków szybu „Poniatowski” tworzy kompleks zabudowy przemysłowej o dość jednolitym i przejrzystym rozplanowaniu przestrzennym. Obiekty szybu koncentrują się w większości w rejonie środkowo-wschodnim, w pasie rozwiniętym południkowo. Główny wjazd do zespołu szybu znajduje się w jego północno-wschodniej części pomiędzy wydłużonymi budynkami łaźni i magazynu wybudowanymi w układzie wschód-zachód, a do budynków straży pożarnej prowadzi osobny wjazd.

### Architektura

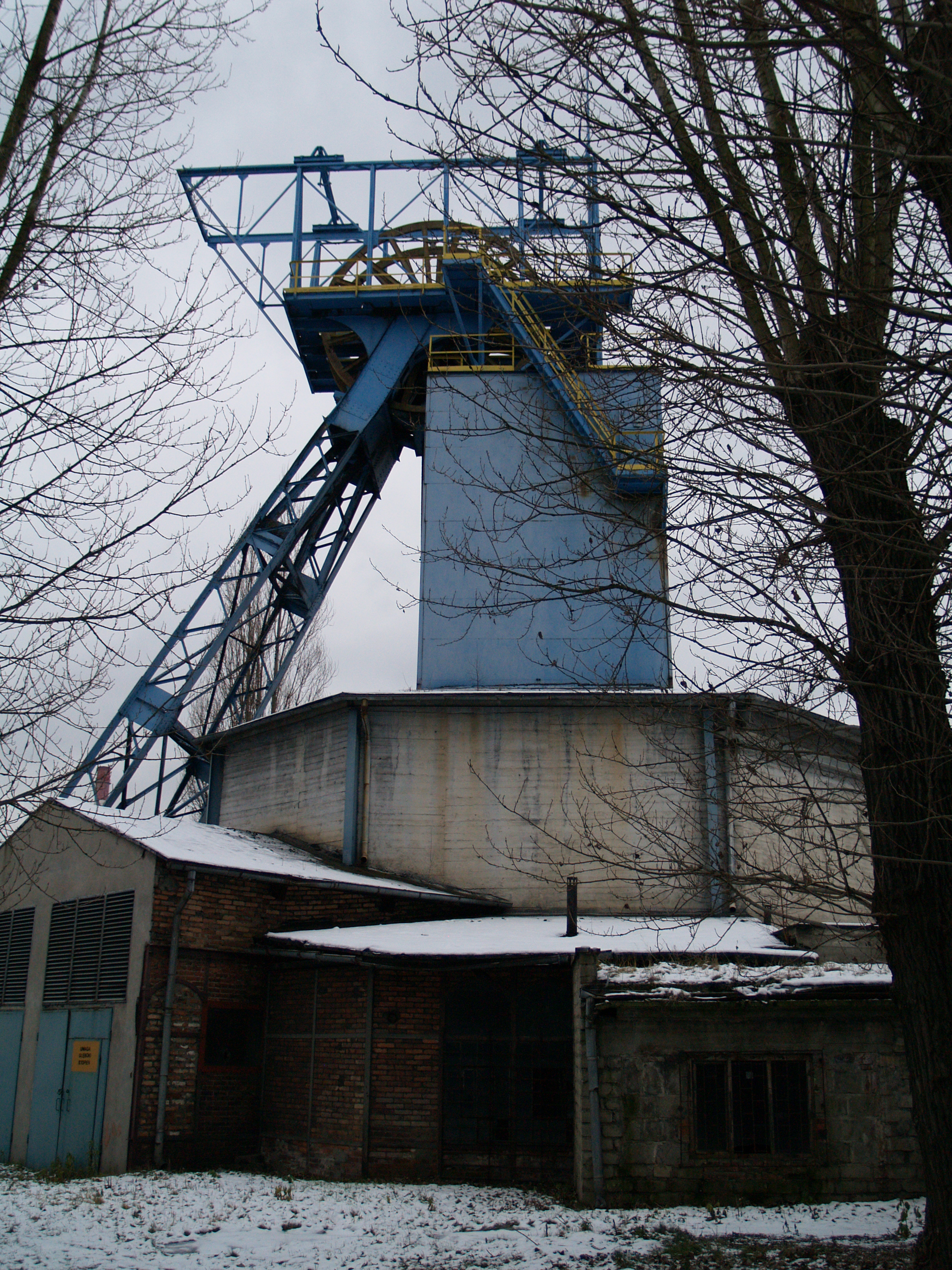
Budynek nadszybia i wieża szybowa szybu „Poniatowski”

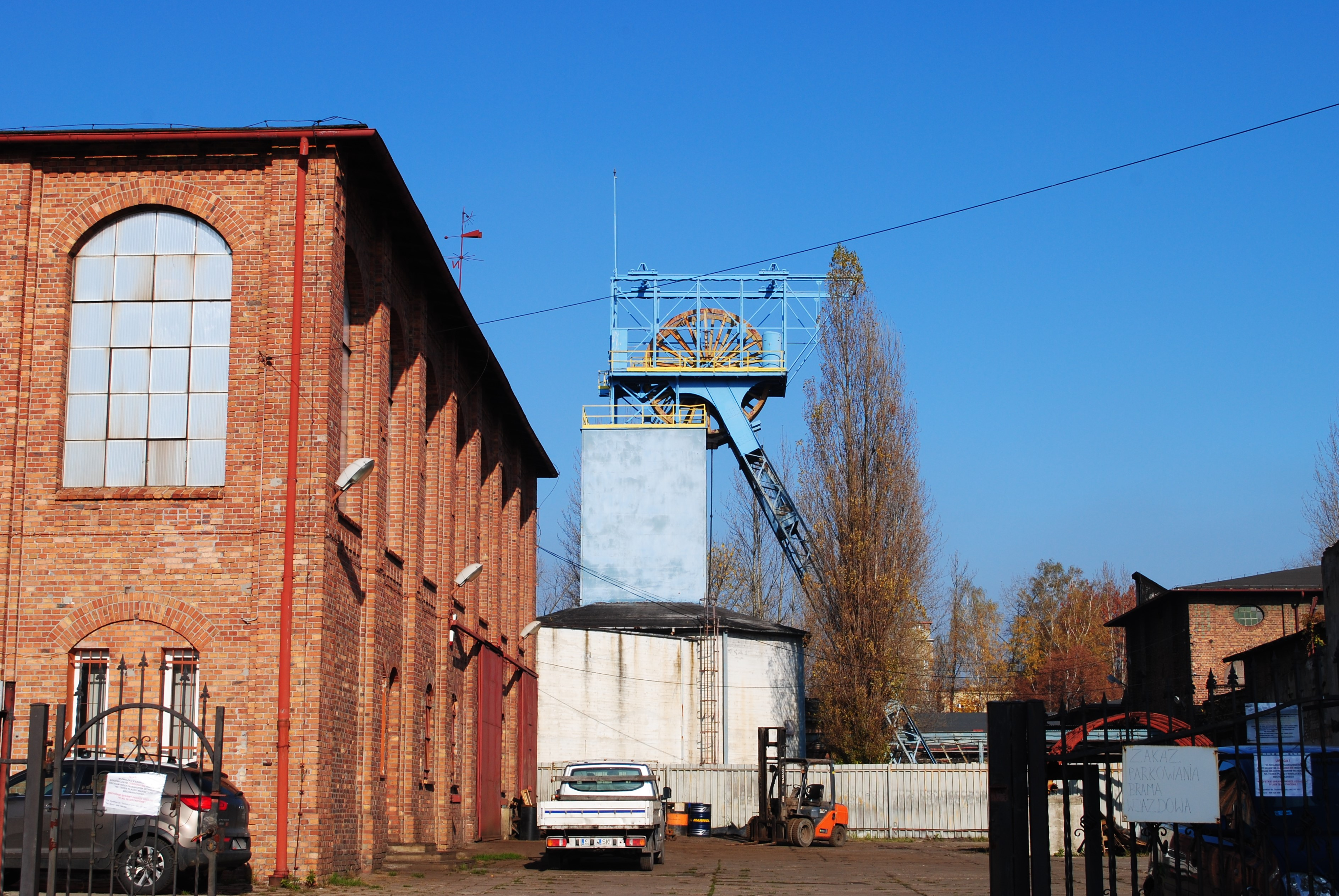
Wieża szybowa wraz z nadszybiem widziane od strony południowej; po lewej stronie widoczny budynek warsztatu ślusarskiego

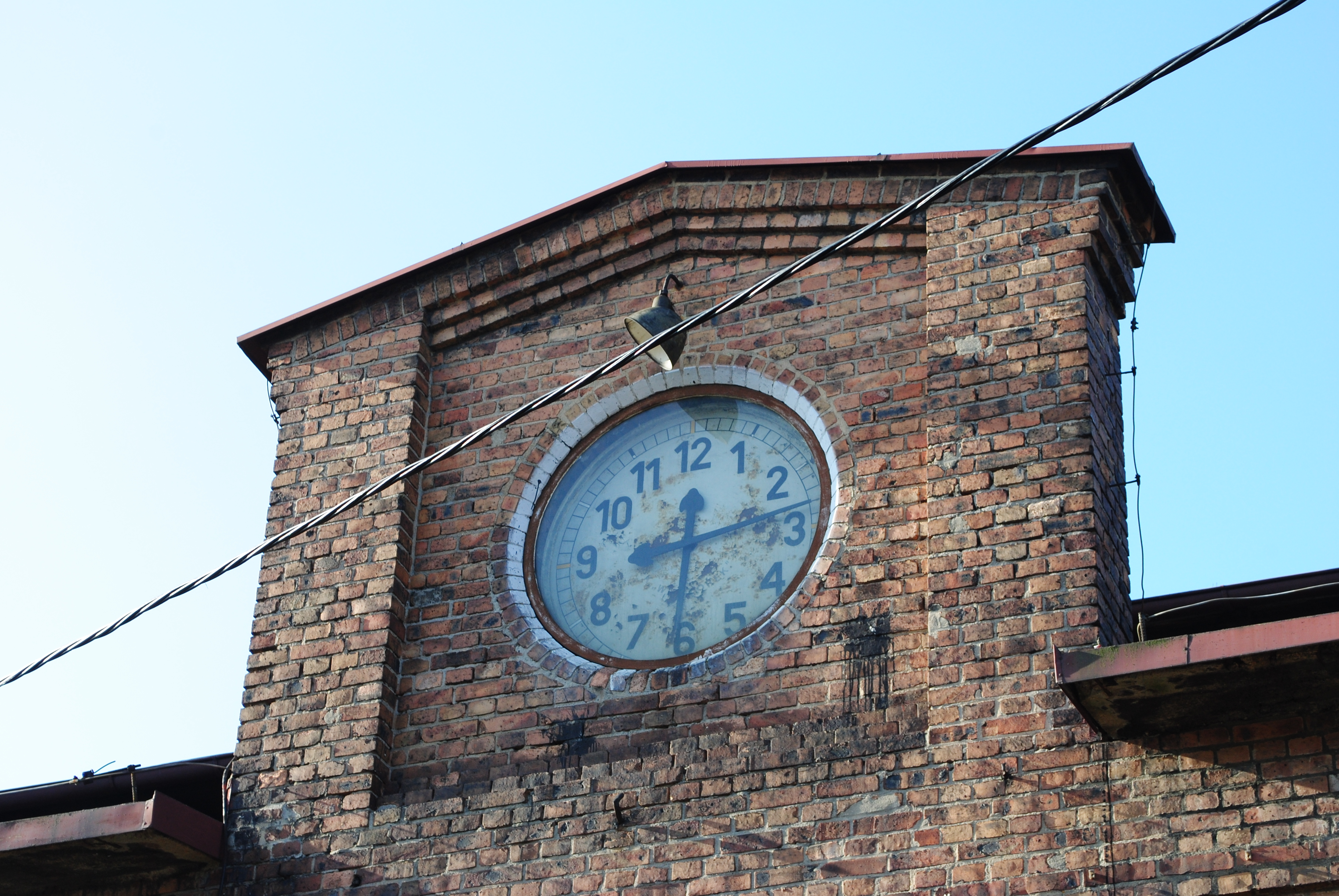
Fronton z zegarem po wschodniej stronie budynku maszynowni

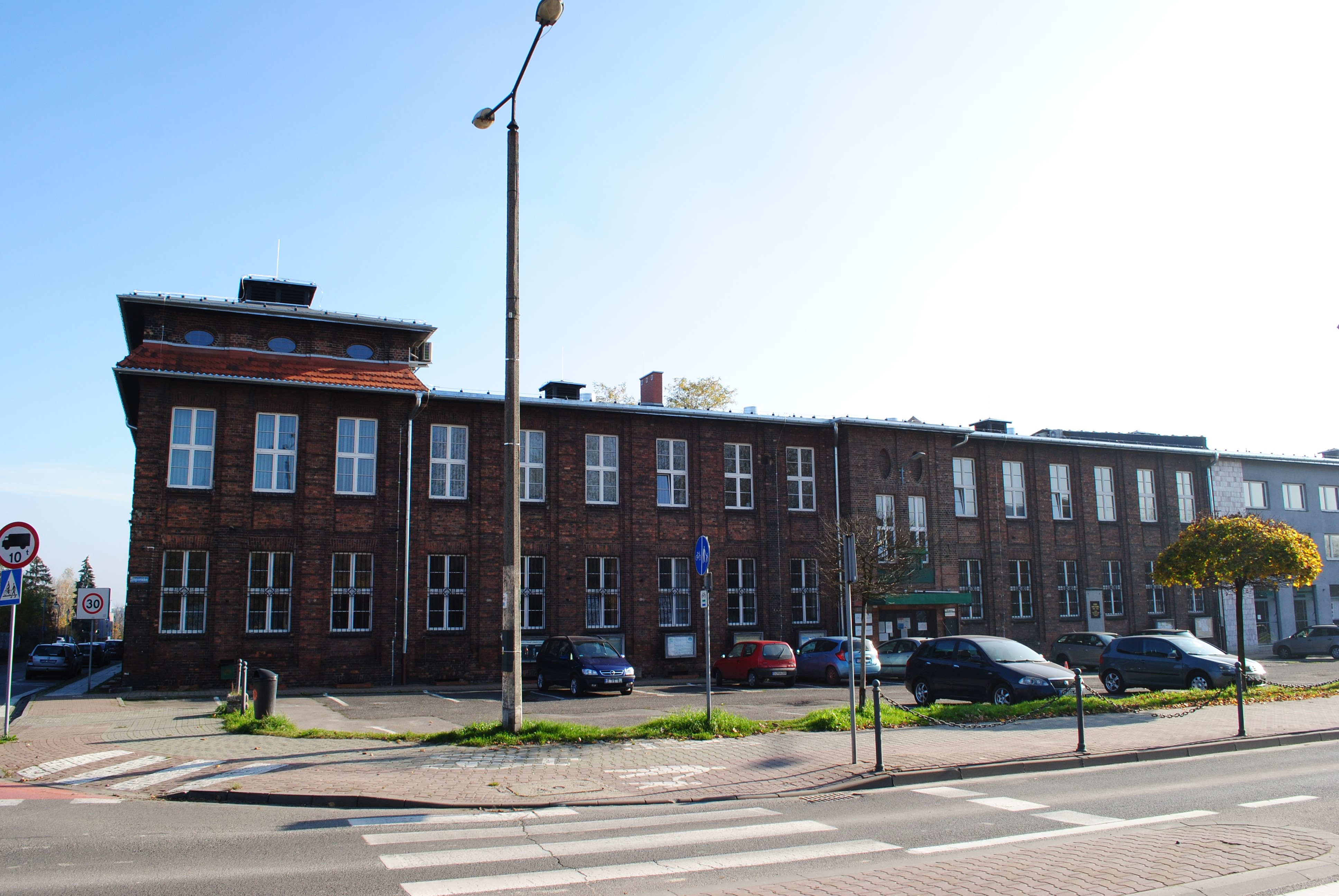
Budynek dyrekcji Kopalni Węgla Kamiennego „Wieczorek”, położony naprzeciwko pozostałej części zabudowy szybu „Poniatowski”

Zespół zabudowy szybu „Poniatowski” charakteryzuje się zróżnicowaną architekturą. W archiwach zakładowych brak jest informacji na temat projektantów budynków wchodzących w skład zabudowy szybu prócz będącego częścią założenia urbanistycznego osiedla Nikiszowiec budynku dyrekcji, który został zaprojektowany przez Emila i Georga Zillmannów.
Bryły budynków szybu „Poniatowski” są na ogół zwarte (z wyjątkiem budynku dyrekcji i mocno rozczłonkowanego siedziby straży pożarnej) i posiadają przeważnie jedną lub dwie kondygnacje. Większość obiektów zabudowy szybu posiada ściany murowane z cegły oraz dachy płaskie bądź wielospadowe konstrukcji stalowej, kryte papą i deskami. Budynki w większości są zbudowane na rzucie prostokąta, przy czym budynek nadszybia jest na planie ośmiokąta, a budynki straży pożarnej i dyrekcji na planie zbliżonym do litery „L”.
We wnętrzach budynków podłogi i posadzki są w większości cementowe. Zabudowa jest podłączona do instalacji elektrycznej, wodno-kanalizacyjnej i do centralnego ogrzewania.
Na zespół zabudowy szybu „Poniatowski” składają się następujące budynki:
- Nadszybie szybu „Poniatowski” wraz z wieżą wyciągową – budynek usytuowany w środkowej części zespołu przy głównej drodze zakładowej. Pochodzi on z lat 1908–1909[22], a pod koniec lat 80. XX wieku nadszybie obudowano[4]. Jest on obiektem o konstrukcji żelbetowej, na planie zbliżonym do ośmiokąta, posiadającym dwie kondygnacje i krytym dachem namiotowym. Wieża wyciągowa ma zastrzał zabudowany od strony wschodniej[22].
- Maszynownia szybu „Poniatowski” – budynek zlokalizowany w środkowo-wschodniej części zespołu. Pochodzi on z 1908 roku i posiada cechy historyzujące. Jest to budynek murowany z cegły, wybudowany na planie zbliżonym do prostokąta. Od wschodu budynku znajduje się dobudowana partia z wyeksponowanym szczytowo frontonem zegarowym. We wnętrzu maszynowni zachowała się elektryczna maszyna wyciągowa z 1908 roku produkcji AEG i Donnersmarckhütte, oprzyrządowania oraz suwnica[22].
- Wentylatornia – budynek położony w sąsiedztwie maszynowni od strony południowej. Wzniesiony został on w 1908 roku i jest bezstylowy. Jest to obiekt murowany z cegły, jednokondygnacyjny i ze spłaszczonym dachem[22].
- Łaźnia górnicza – budynek w północnej części zespołu szybu „Poniatowski”, położony przy głównej drodze wewnętrznej. Wzniesiony został on w 1923 roku bez wyraźnego stylu architektonicznego. Jest to budynek jednokondygnacyjny, w konstrukcji szkieletowej stalowej wypełnionej cegłą[24].
- Magazyn główny – budynek położony w skrajnie północnej części zespołu, przy główniej drodze wewnętrznej naprzeciwko budynku łaźni. Pochodzi z 1913 roku i także jest bezstylowy. Jest to obiekt o konstrukcji żelbetowej, tynkowany, zbudowany na rzucie prostokątnym i posiada dwie kondygnacje[24].
- Przeładownia – budynek w północno-zachodniej części zespołu, położony na zachód od budynku nadszybia. Wzniesiony w 1900 roku obiekt jest bezstylowy, w konstrukcji szkieletowej stalowej wypełnionej cegłą. Ma dwie kondygnacje i kryty jest dachem czterospadowym[24].
- Hala impregnacji drewna – budynek w środkowo-zachodniej części zespołu. Pochodzi on z 1908 roku i został wtórnie przebudowany[24].
- Warsztat mechaniczny – budynek w środkowej części zespołu zabudowy, położony na południe od nadszybia[24]. Został on wzniesiony w 1908 roku w stylu historyzującym. Jest to obiekt murowany z cegły, powstały na rzucie prostokątnym. Posiada dwie kondygnacje i zwieńczony jest spłaszczonym dachem[25].
- Siedziba straży pożarnej – zespół przylegających ze sobą budynków w środkowo-wschodniej części terenu szybu „Poniatowski”. Pochodzi on z lat 30. XX wieku i są to obiekty bezstylowe, murowane z cegły, powstałe na nieregularnym planie. Bryły budynku mają jedną bądź dwie kondygnacje, a od północnego zachodu przewyższa je czterokondygnacyjna wieża z płaskim zamknięciem. W wydłużonym segmencie południowym i północnym w polach osi znajdują się szerokie otwory bramne zamknięte odcinkowo[25].
- Laboratorium – budynek w środkowo-wschodniej części zespołu, położony pomiędzy maszynownią a łaźnią. Pochodzi on z 1908 roku i jest on obiektem bezstylowym, murowanym z cegły, wzniesionym na rzucie prostokąta, dwukondygnacyjnym i zwieńczonym spłaszczonym dachem[25].
- Warsztat ślusarski – budynek w środkowo-zachodniej części zespołu, pochodzący z 1908 roku. Jest to obiekt posiadający cechy historyzujące, murowany z cegły, jednokondygnacyjny, wzniesiony na rzucie prostokątnym i ze znacznie przebudowaną elewacją[25].
- Budynek monitorów podsadzkowych – budynek w skrajnie środkowo-zachodniej części terenu, pochodzący z lat 1935–1940, posiadający cechy historyzujące. Jest to obiekt murowany z cegły, wzniesiony na rzucie prostokątnym[25], jednokondygnacyjny i zwieńczony dachem dwuspadowym[25].
- Dyrekcja – budynek po wschodniej stronie ulicy Szopienickiej, w narożniku z ulicą Z. Nałkowskiej, tworzący jeden z bloków zabudowy osiedla patronackiego Nikiszowiec. Wzniesiony został on w 1908 roku według projektu Emila i Georga Zillmannów w stylu historyzującym z elementami neobaroku. Jest to obiekt murowany z cegły, częściowo tynkowany, wzniesiony na rzucie litery „L”, z rozczłonkowaną bryłą. Ma on zasadniczo dwie kondygnacje, zwieńczony jest dachem dwuspadowym, a w części ryzalitowej pulpitowym. Elewacje budynku są wydłużone i wieloosiowe, rozdzielone regularnie podwojonymi boniowanymi lizenami. Od strony zachodniej znajduje się płytki dwuosiowy ryzalit głównego wejścia do budynku, a także całkowicie przebudowa strefa środkowo-południowa elewacji. Otwory okienne są prostokątne i wydłużone w pionie. W rozdzieleniu kondygnacji, w strefach podokiennych znajdują się wypukłe prostokątne pola, a w ścianach nadbudówek owalne okienka[26].

Gmach dyrekcji wpisany jest do rejestru zabytków nieruchomych pod nr. A-1230/78 (z dnia 19 sierpnia 1978 roku) i do gminnej ewidencji zabytków miasta Katowice, a część pozostałych obiektów szybu „Poniatowski” objętych jest ochroną w gminnej ewidencji zabytków. Są to budynki: łaźni, nadszybia, maszynowni, laboratorium, wentylatorni, warsztatu mechanicznego i budynek straży pożarnej.
Szyb, a właściwie tylko budynek maszynowni z maszyną wyciągową, jest udostępniany zwiedzającym podczas szczególnych okazji, takich jak Noc Muzeów czy Industriada.